# IPX
IPX (англ. Internetwork Packet Exchange) — протокол мережного рівня моделі OSI, призначений для передачі дейтаграм у системах, неорієнтованих на з'єднання (також як й IP або NetBIOS, розроблений IBM й емульований в Novell), він забезпечує зв'язок між NetWare-серверами й кінцевими станціями.
Оригінальний транспортний протокол Novell не сприяє успіху цієї мережі. Не встигнувши вчасно переорієнтуватися на транспортні й маршрутні протоколи стека TCP/IP, цей популярний зовсім недавно[коли?] вид мереж у цей час[коли?] може зникнути.